# Can Batic
Can Batic és una masia de Cornellà del Terri (Pla de l'Estany) inclosa a l'Inventari del Patrimoni Arquitectònic de Catalunya.

## Descripció
Edifici rural situat al costat de l'església de Santa Llogaia. És de planta rectangular, amb parets portants de maçoneria i sectors, presumiblement més antics, fets amb carreus de diferents mides. Cal remarcar la porta dovellada d'accés i una gàrgola de pedra amb un cap cisellat d'origen medieval.
Adossat a la façana principal hi ha un cobert que tapa parcialment la porta amb bigam de formigó, que malmena el conjunt. La coberta és de teula àrab a dues vessants.